# Ana Cecilia Carrillo
Ana Cecilia Carrillo (5 listopada 1955) – peruwiańska siatkarka. Reprezentantka kraju na igrzyskach olimpijskich w Monterealu oraz Moskwie. Uczestniczyła w mistrzostwach świata w siatkówce kobiet w Meksyku, a na mistrzostwach świata w siatkówce kobiet w Peru zdobyła srebrny medal. Ponadto zajęła drugie miejsce z drużyną narodową na igrzyskach panamerykańskich w 1975 i 1979.